# سواديس (فلم)
الوطن (بالإنجليزية: Swades) هو فيلم هندي صدر يوم 17 ديسمبر عام 2004. الفيلم من إنتاج وإخراج أشوتوش جواريكر وبطولة كل من شاه روخ خان وجايتري جوشي في أول دور لها. تلقى الفيلم مديحا وإشادة نقدية على نطاق واسع من طرف الهنديين والآسيويين الجنوبيين من حول العالم. واعتبر الفيلم إلى حد بعيد كواحد من أفضل أفلام العقد. وتمت دبلجته لاحقا إلى التاميلية تحت عنوان Desam .

## روابط خارجية
- مقالات تستعمل روابط فنية بلا صلة مع ويكي بيانات